# 柯氏愚首鱈
柯氏愚首鱈，為輻鰭魚綱鱈形目鼠尾鱈科的其中一種，分布於西南太平洋澳洲海域，屬深海底棲性魚類，深度412-1000公尺，體長可達22.5公分，棲息在底中層水域，生活習性不明。

## 扩展阅读
維基物種上的相關：柯氏愚首鱈